# H.E.A.R.
H.E.A.R. is een Amerikaanse non-profitorganisatie die gewijd is aan het tegengaan van gehoorverlies, voornamelijk afkomstig van luide rockmuziek. Het acroniem staat voor Hearing Education and Awareness for Rockers (Gehooreducatie en -bewustwording voor rockers). De organisatie werd in 1988 opgericht door rockmuzikante Kathy Peck en haar dokter Flash Gordon, M.D., nadat bekend werd dat Kathy leed aan tinnitus en slechthorendheid, als gevolg van het spelen met haar band The Contractions. Kathy draagt nu vaak oordopjes in haar portemonnee en deelt ze vaak uit tijdens rockconcerten.
Het startkapitaal om de organisatie uit de grond te stampen werd verzorgd door Pete Townshend, de songwriter-gitarist van de Britse rockband The Who. Townshend zelf lijdt ook aan tinnitus als gevolg van het extreem hoge volume uit de boxen van The Who en een specifiek incident tijdens een liveoptreden van het nummer "My Generation", toen drummer Keith Moon explosieven in zijn bassdrum liet afgaan in de nabijheid van Townshend.